# Aloe bellatula x sinkatana
Aloe bellatula x sinkatana é uma espécie de liliopsida do gênero Aloe, pertencente à família Asphodelaceae.